# Groene Vingers (televisieprogramma)
Groene Vingers was een tuinmagazine op de Vlaamse commerciële televisiezender VTM. Het programma werd bezield en gepresenteerd door journalist en nieuwslezer Mark Demesmaeker. Onder dezelfde titel verschenen ook boeken over tuinieren van zijn hand. Demesmaeker stopte met het programma in 2004 toen hij in de politiek stapte. Gerty Christoffels nam de presentatie over. Vanaf 3 maart 2007 presenteerde acteur Koen De Bouw het programma. De laatste aflevering werd uitgezonden op 29 oktober 2011.
Het programma is vernoemd naar de uitdrukking dat iemand 'groene vingers heeft', waarmee bedoeld wordt dat hij of zij gevoel heeft voor het goed verzorgen van planten.